# Alain Junior Ollé Ollé
Alain Junior Ollé Ollé, född 11 april 1987 i Douala, är en kamerunsk fotbollsspelare (mittfältare) som sedan 2015 spelar för norska Brumunddal.

## Karriär
Ollé Ollé växte upp i Kamerun och spelade i unga år fotboll i Uruguay och Mexiko. 2008 gick Ollé Ollé till tyska SC Freiburg som 2009 vann 2. Bundesliga och därmed blev uppflyttade i Bundesliga. Han blev sedan utlånad till Rot Weiss Ahlen. Totalt spelade han 24 matcher i 2. Bundesliga, den näst högsta divisionen i Tyskland. 
Efter tre år i Tyskland fortsatte karriären i norska Stabæk, där det blev 26 matcher (19 från start) i Tippeligaen samt 7 mål och 3 assist. Han värvades i februari 2012 av allsvenska Åtvidaberg. I augusti samma år lånades han ut till Varbergs BoIS i Superettan. Varberg bröt i oktober samma år hans kontrakt då han otillåtet hoppat över en seriematch och åkt på landslagssamling.
Han spelade för Kameruns U23-landslag vid OS i Peking 2008. Det blev fyra framträdanden mot; Sydkorea 1–1, Honduras 1–0, Italien 0–0 och Brasilien 0–2.